# Mads Glæsner
Mads Glæsner (Tårnby, 18 de octubre de 1988) es un deportista danés que compitió en natación, especialista en el estilo libre.
Ganó dos medallas en el Campeonato Mundial de Natación en Piscina Corta, oro en 2012 y plata en 2010, y cinco medallas en el Campeonato Europeo de Natación en Piscina Corta entre los años 2008 y 2011.
Después de disputar el Mundial en Piscina Corta de 2012, dio positivo en un control antidopaje, y la FINA le retiró las dos medallas que ganó en esa competición. Posteriormente, el nadador recurrió la sentencia en el TAS y este le restauró la medalla en los 1500 m libre, pero no la de los 400 m libre.

## Palmarés internacional
| Campeonato Mundial en Piscina Corta | Campeonato Mundial en Piscina Corta | Campeonato Mundial en Piscina Corta | Campeonato Mundial en Piscina Corta |
| Año                                 | Lugar                               | Medalla                             | Prueba                              |
| ----------------------------------- | ----------------------------------- | ----------------------------------- | ----------------------------------- |
| 2010                                | Dubái (EAU)                         | Medalla de plata                    | 1500 m libre                        |
| 2012                                | Estambul (Turquía)                  | Medalla de oro                      | 1500 m libre                        |
| 2012                                | Estambul (Turquía)                  | DSC                                 | 400 m libre                         |
| Campeonato Europeo en Piscina Corta |                                     |                                     |                                     |
| Año                                 | Lugar                               | Medalla                             | Prueba                              |
| 2008                                | Rijeka (Croacia)                    | Medalla de bronce                   | 400 m libre                         |
| 2009                                | Estambul (Turquía)                  | Medalla de bronce                   | 400 m libre                         |
| 2009                                | Estambul (Turquía)                  | Medalla de bronce                   | 1500 m libre                        |
| 2011                                | Szczecin (Polonia)                  | Medalla de plata                    | 400 m libre                         |
| 2011                                | Szczecin (Polonia)                  | Medalla de plata                    | 1500 m libre                        |